# QAP
QAP fut un journal télévisé indépendant colombien qui a retransmis des informations entre le 2 janvier 1992 et le 31 décembre 1997 sur la chaine Canal A et produit par TV13.

## Histoire
En 1991, les journalistes María Isabel Rueda et María Elvira Samper ont eu l'idée de créer leur propre journal télévisé avec leur propre société de production. Elles sont rejointes dans ce projet par le journaliste Enrique Santos Calderón (d'El Tiempo journal parmi les plus importants et influents en Colombie), par l'homme d'affaires Julio Andrés Camacho et par le prix Nobel de littérature Gabriel García Márquez ils ont tous en commun le but de créer un journal indépendant dans un milieu dominé par les médias traditionnels près du gouvernement.
QAP été à la pointe de la technologies de l’époque. Ce fut le premier journal télévisé colombien à avoir un équipement de transmission par micro-ondes et le premier à transmettre depuis son propre studio.
QAP a cessé ses émissions le 31 décembre 1997, à cause des changements à la législation colombienne concernant l'audiovisuel spécialement les journaux télévisés. Cette nouvelle loi limitait l'extensibilité des contrats de diffusion et imposait des contraintes dans la diffusion des informations concernant les membres du gouvernement, la police, l'armée et l'Église catholique colombienne. Le contrat avant la loi permettait d'exploiter un journal pendant 6 ans avec la possibilité de prolonger pour 6 ans le contrat. L'indépendance de QAP a fait que -selon García Márquez- la loi soit changée spécifiquement pour que QAP ne puis plus émettre. Finalement, cette loi a restreint l’accès et a mis beaucoup de contraintes pour qu'un journal puisse transmettre. QAP décide alors de ne plus présenter sa candidature à la télévision. L'équipe de QAP trouvaient que l’impartialité qu'ils défendent et qui est la marque de fabrique du journal aurait été compromise s'ils avaient accepté les conditions restrictives des nouvelles lois. Inés María Zabaraín fut la principale présentatrice de QAP pendant ces années.